# Nethinius dimidiatipes
Nethinius dimidiatipes är en skalbaggsart som beskrevs av Leon Fairmaire 1889. Nethinius dimidiatipes ingår i släktet Nethinius och familjen långhorningar.
Artens utbredningsområde är Madagaskar. Inga underarter finns listade i Catalogue of Life.